# SV Motor Wolgast 1949
Der SV Motor Wolgast 1949 e.V. ist ein Sportverein aus Wolgast, der hauptsächlich durch seine Judoabteilung bekannt ist.

## Geschichte
Bereits Ende der 1940er Jahre wurde die BSG – Peene Werft Wolgast gegründet. Im Laufe der Jahre wurden unter dieser Betriebssportgemeinschaft (BSG) 12 Sektionen zusammengefasst, darunter die Sektionen Tischtennis, Boxen, Fußball, Handball etc. 1956 kam die Sektion Judo hinzu, die zum Gründungszeitpunkt aus 20 Mitgliedern bestand. In der DDR brachte der Verein Sportler hervor, die sich in der DDR und Europa zahlreiche Titel erkämpften und so den Wolgaster Judoverein bekannt machten, unter anderen den späteren Bundestrainer der Damen Norbert Littkopf. Im Verlauf der Wende wurde der ehemaligen BSG die wirtschaftliche Grundlage entzogen, so dass sich 1990 der Sportverein SV Motor Wolgast 1949 e.V. gründete. Hier wurde die Abteilung Judo weiterhin von Arno Kroll geführt. Ebenfalls in diesem Jahr wurde der Verein ordentliches Mitglied im Judo-Verband Mecklenburg-Vorpommern. Auch nach der Wende blieb der Verein unter Führung seines Trainers erfolgreich. So konnten unter anderem Titel bei verschiedenen Landeseinzelmeisterschaften als auch bei den deutschen Meisterschaften errungen werden.

## Sektionsleiter Abteilung Judo
1. 1956–1957: Arno Kroll
2. 1957–1959: Peter Biedenweg
3. 1959–1962: Gerhard Berg
4. 1963–1971: Güter Shäker
5. 1972–1974: Klaus Heyn
6. 1975–1979: Hans Peter Gerschau
7. 1980–1981: W. Below
8. 1981–2012: Arno Kroll
9. 2012–2013: Manfred Schmidt
10. seit 2014: Holger Bähr

## Erfolge der Wolgaster Judokas
| DDR-Meister waren: - 1960 Andreas Neas - 1962 Jürgen Quarck - 1963 Peter Jancke - 1965 Rudolf Grabow - 1966 Wolfgang Wunderwald - 1968 Helga Klauber - 1969 Klaus Volz - 1988 Günter Baltsch | Ergebnisse der DDR-Meisterschaft: - 1986 Vizemeister - 1987 Vizemeister - 1978 Vizemeister - 1985 Bronzemedaille - 1982 Bronze - 1981 Bronze - 1967 Bronze | DDR-Bestenermittlung: - 1988 - Günter Baltsch, - Ralf Wilke, - Andreas Wappler - 1989 Klaus Schult | Landeseinzelmeisterschaften: - 1991 10 × Gold, 14 × Silber, 23 × Bronze - 1992 9 × Gold, 12 × Silber, 15 × Bronze - 1993 7 × Gold, 9 × Silber, 13 × Bronze - 1994 4 × Gold, 12 × Silber, 13 × Bronze - 1995 4 × Gold, 10 × Silber, 25 × Bronze |